# Hitomaro (cràter)
Hitomaro és un cràter d'impacte en el planeta Mercuri de 105 km de diàmetre. Porta el nom del poeta japonès 	Kakinomoto no Hitomaro (c. 655-c. 700), i el seu nom va ser aprovat per la Unió Astronòmica Internacional el 1976.